# Uku Suviste
Uku Suviste (ur. 6 czerwca 1982 w Võru) – estoński piosenkarz.

## Życiorys
Kilkukrotnie występował na festiwalach muzycznych w Estonii. W 2017 z utworem „Pretty Little Liar” zajął drugie miejsce w programie Eesti Laul. W lutym 2020 z utworem „What Love Is” zwyciężył w finale 12. edycji Eesti Laul, dzięki czemu został reprezentantem Estonii w 65. Konkursie Piosenki Eurowizji w Rotterdamie, jednak nie wystąpił w konkursie z powodu odwołania wydarzenia w związku z pandemią COVID-19. W kwietniu wystąpił w projekcie Eurovision Home Concerts. Na zaproszenie estońskiego nadawcy publicznego wziął udział w programie Eesti laul, do którego zgłosił się z utworem „The Lucky One” i ostatecznie zwyciężył, zostając reprezentantem kraju w 66. Konkursie Piosenki Eurowizji w Rotterdamie. Zajął 13. miejsce w półfinale konkursu, przez co nie awansował do rundy finałowej.